# Plateresc

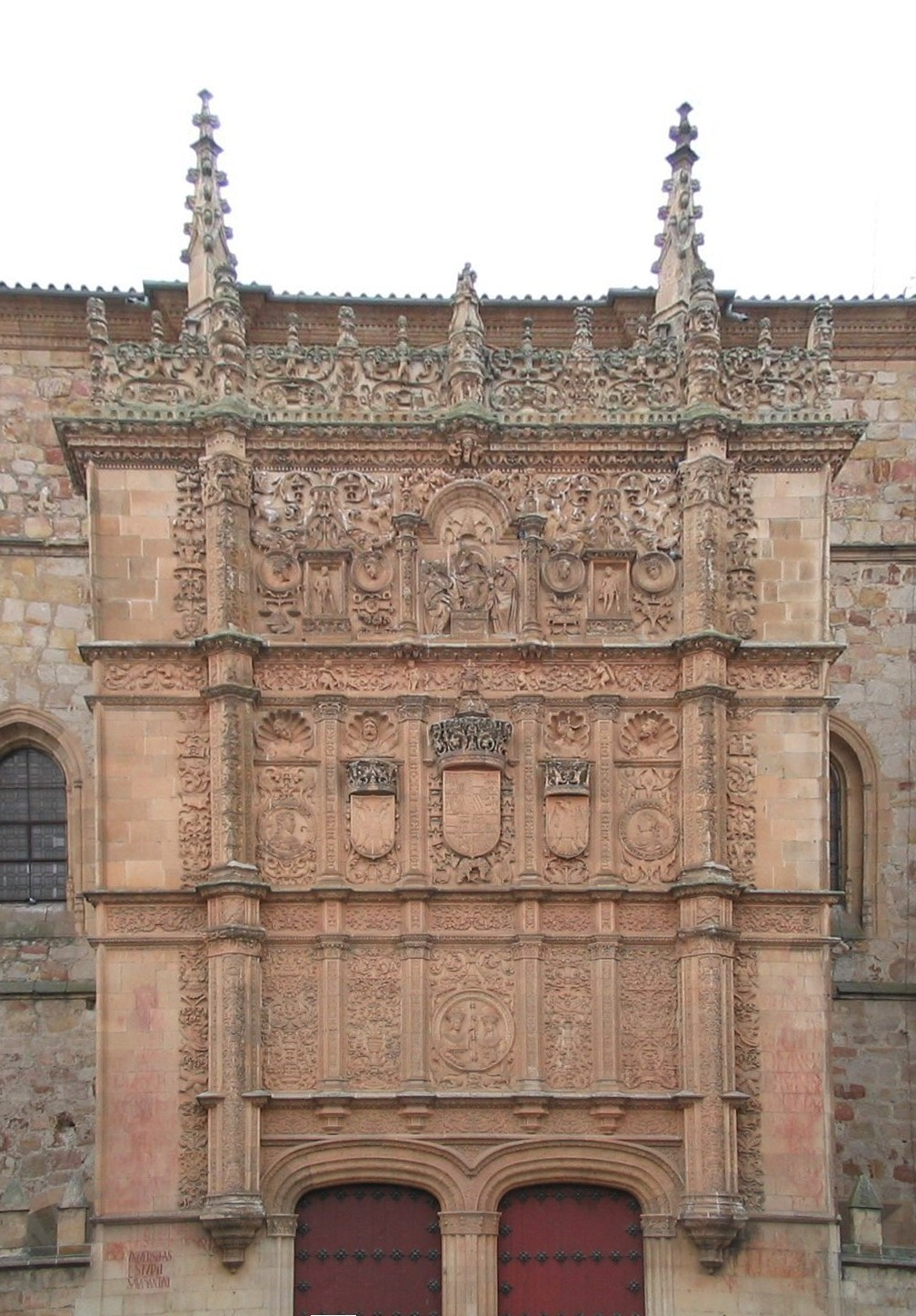
Façana de la Universitat de Salamanca

Plateresc és un estil arquitectònic exclusiu del Renaixement hispànic. Apareix a començaments del segle XV i s'estén durant els dos segles següents.
El plateresc és una fusió dels components del mudèjar i del gòtic flamíger: inclusió d'escuts i pinacles o façanes dividides en tres cossos (mentre que les renaixentistes estan dividides en dos). Però incorpora també elements renaixentistes com les columnes o alguns elements decoratius.
Està caracteritzat per façanes fortament ornades, com si es tractessin d'obres d'orfebreria i d'aquí el seu nom, derivat de l'espanyol platero (argenter).
En general, es caracteritza pels seus adorns de corones, escuts i fruites. Alguns dels edificis representatius del plateresc són:
- L'Hostal dos Reis Católicos, obra culminant del plateresc. (Santiago de Compostel·la)
- La façana de la Universitat de Salamanca.
- La façana de la Universitat d'Alcalá.
- La Casa de las Conchas de Salamanca.
- L'Hostal de San Marcos de Lleó.
- L'Ajuntament de Sevilla
- La Façana del Perdón i el Balcón de las Reliquias de la Catedral de Coria.
- La Porta de la Pellejería de la Catedral de Burgos.
- L'Hospital del Rey de Burgos
- El reracor i cripta de la Catedral de Palència.
- La Universitat d'Oñati.

L'ornamentat plateresc va donar pas al purisme renaixentista al segon terç del segle xvi, buscant formes més senzilles i depurades, en una línia sòbria i clàssica, d'equilibri i perfecció tècnica, atenent més les qüestions estructurals i l'harmonia de proporcions.